# Orthopagurus minimus
Orthopagurus minimus is een tienpotigensoort uit de familie van de Paguridae. De wetenschappelijke naam van de soort is voor het eerst geldig gepubliceerd in 1900 door Holmes.